# Утицај алкохола на здравље
Утицај алкохола на здравље је вишеструк ако се у организам унесе у већим количина. Тада он делује као токсична материја, канцероген и депресант, и има штетан утицај и на све могуће начине успорава реакције организма и нарушава здравље.

## Опште информације
Алкохолу је у организму у просеку потребан један сат да разгради једну јединицу алкохола, али то време односно дужина задржавања алкохола у телу, може да варира у зависности од старости, телесне тежине и метаболизма конзумента.
Након уноса, алкохолу је потребно око 10 минута да се апсорбује у крв. Његови ефекти постају потпуни након око 30 до 90 минута од ингестије.
Највећа количина алкохола се разлаже у јетри, док се остатак елиминише преко плућа (одакле долази непријатан задах), бубрега и знојних жлезди (зноја).

## Штетне последице једнократног конзумирања алкохола
Привремени ефекти који се могу јавити након једнократног уноса алкохол (или убрзо након тога) укључују:
- осећај опуштености или поспаности
- осећај еуфорије или вртоглавице
- промене расположења
- снижене инхибиције
- импулсивно понашање
- успорен или нејасан говор
- мучнина и повраћање
- дијареја
- бол у глави
- промене слуха, вида и перцепције
- губитак координације
- проблеми са фокусирањем или доношењем одлука
- губитак свести или празнине у памћењу (често се назива замрачење)

Неки од ових ефеката, попут опуштеног расположења или смањених инхибиција, могу се појавити брзо, након само једног пића. Други, попут губитка свести или нејасног говора, могу се развити након неколико пића.
Ефекти повезани са дехидрацијом, као што су мучнина, главобоља и вртоглавица, можда се неће појавити неколико сати, а могу зависити и од тога шта се и колико пије и да ли особа у међувремену пије воду.
Ови ефекти можда неће дуго трајати, али то их не чини безначајним. Импулзивност, губитак координације и промене расположења могу утицати на правилно расуђивање и понашање и допринети далекосежнијим последицама, укључујући несреће, повреде итд.

## Дугорочне штетне последице алкохола
Дуготрајна употреба алкохола (више од осам алкохолних пића недељно за жене и више од 15 за мушкарце), може довести до трајнијих последица и који укључују:
- упорне промене расположења, укључујући анксиозност и раздражљивост
- несаница и друге проблеме са спавањем
- ослабљен имуни систем, што значи да можете чешће да се разбољевате
- промене либида и сексуалне функције
- промене у апетиту и тежини
- проблеми са памћењем и концентрацијом
- потешкоће у фокусирању на задатке
- повећане напетости и сукоба у романтичним и породичним односима

## Физички ефекти алкохола на тело
Алкохол у функционалном скупу садржи угљеник, кисеоник и водоник, што заједно чине хидроксилни скуп према коме су алкохоли препознатљиви, општа формула је R-OH. Алкохол штети организму и угрожава његов рад након превише пијења алкохола, било једнократно или током дужег времена, и може озбиљно утицати на здравље, људско тело и његове органе и системе на више начина.

### Централни нервни систем
Алкохол омета комуникацијске путеве мозга и може утицати на начин на изглед и функцију мозга. Ови поремећаји могу променити расположење и понашање и отежати јасно размишљање и и утицати на кретање, односно координацију покрета.  
Један од главних начина да се препозна утицај алкохола на људско тело, је његов утицај на централни нервни систем.
Нејасан говор, кључни је знак интоксикације алкохолом, а дешава се зато што алкохол смањује комуникацију између мозга и тела. Ово отежава говор и координацију - време реакције на размишљање и равнотежу. То је један од главних разлога зашто никада не би требало да особа која је конзумирала алкохол управља возилом.
Током времена, алкохол може да оштети централни нервни систем, а међу првим сензацијама су утрнулост и пецкање у стопалима и рукама.
Пијење такође може утицати на општу способност, као што су:
- дугорочна сећања,
- јасан мисаони ток,
- прављење рационалног избора.

Током времена, пиће такође може оштетити фронтални режањ мозга (део мозга одговоран за виталне функције), као што су контрола импулса, краткорочно памћење и расуђивање.
Хронична тешка конзумација алкохола такође може изазвати трајно оштећење мозга, укључујући Вернике-Корсаков синдром који се састоји у деменцији (пропадања свих психичких функција) и полинеуропатији (слабост и бол мишића екстремитета).

### Срце
Пуно пијење алкохола током дужег времена или превише у једној прилици може оштетити срце, узрокујући проблеме који укључују:
- Кардиомиопатију, болест миокарда којем није претходило аутоимунско, инфламаторно или инфективно обољење срца.
- Аритмију - неправилан рад срца
- Срчани удар (инфаркт)
- Висок крвни притисак

### Систем органа за варење
Веза између конзумирања алкохола и систем органа за варење можда неће одмах изгледати јасна. Нежељени ефекти се често јављају тек након што је дошло до оштећења на овом систему. Наставак пијења може погоршати ове симптоме.
Пиће може оштетити ткива у дигестивном тракту, и спречити црева да варе храну и правилно апсорбују хранљиве материје и витамине. Временом, ово оштећење може изазвати неухрањеност.
Обилно пиће такође може довести до следећих знакова и симптома од стране дигестивног тракта:
- Избацивање гасова,
- Надутост трбуха
- Осећај пуноће у стомаку
- Пролив или измењена столица
- Улцерозни колитис и/или хемороиди (због дехидрације и затвора), који могу изазвати опасно унутрашње крварење, које понекад може бити фатално без правовремене дијагнозе и лечења.[8]

#### Јетра
Обилно пијење алкохола утиче на јетру и може довести до разних функционалних поремећаје и упале јетре. Године злоупотребе алкохола могу узроковати упалу и оток јетре. Ово оштећење такође може изазвати ожиљке познате као цироза. Цироза је последња фаза болести јетре, која може резултовати отказивањем јетре, које може бити фатално.
У најчешће болести јетре изазване злоупотребом алкохола спадају:
- Стеатоза, или масна јетра, је прва фаза алкохолом изазване болести јетре, у којој маст почиње да се акумулира око ћелија јетре. Може се излечити ако пацијент престане да пије алкохол.
- Алкохолни хепатитис, који може изазвати ожиљке или цирозу, које може трајно оштетити јетру. Злоупотреба алкохола узрокује упалу (оток) јетре у овој фази. Исход зависи од тежине оштећења. У неким случајевима, лечење може преокренути оштећење, док тежи случајеви алкохолног хепатитиса могу довести до отказивања јетре.[6]
- Фиброза јетре, која може трајно оштетити јетру.
- Алкохолна цироза јетре, је најтежи облик алкохолом изазване болести јетре, код које нестају ожиљне промене које се не могу излечити. Цироза у крајњем исходу болести може довести до отказивања функција јетре.[9]

#### Панкреас
Алкохол узрокује да панкреас производи токсичне супстанце које на крају могу довести до панкреатитиса, опасне упале и отицања крвних судова у панкреасу који спречава правилно варење, али и ендокрину функцију панкреаса.
Панкреатитис може активирати ослобађање дигестивних ензима панкреаса и изазвати бол у стомаку, или може постати дуготрајно (хронично) стање и изазвати озбиљне компликације.
Како панкреас помаже у регулисању нивоа шећера у крви излучивањем инсулина због панкреатитиса или болести јетре, можете настати низак ниво шећера у крви или хипогликемија.
Оштећени панкреас такође може спречити тело да производи довољно инсулина за коришћење шећера. Ово може довести до хипергликемије или превисоког нивоа шећера у крви.
Ако тело не може да управља и избалансира ниво шећера у крви, можете доживети веће компликације и нежељене ефекте повезане са шећерном болести. Зато се пацијентима који имају дијабетес или хипогликемију избегавање уноса превелике количине алкохола.

### Рак (тумор)
Према Националном институту за рак: „Постоји снажан научни консензус да прекомерно пијење алкохола може изазвати неколико врста рака. Такође у Извештају о канцерогенима, Национални токсиколошки програм Министарства здравља и људских служби САД наводи да конзумирање алкохолних пића делује као један од познатих канцерогена за људе.
Докази показују да што више алкохола особа пије – посебно што више алкохола особа пије редовно током дужег времена – то је већи ризик од развоја рака повезаног са алкохолом.
Чак и они који пију само једно пиће дневно као и људи који не пију прекомерно (4 или више пића за жене и 5 или више пића за мушкарце у једној сесији) имају умерено повећан ризик од неких облика карцинома.
На основу података из 2009, процењено је да инциденца смртних случајева од рака 3,5% само у Сједињеним Америчким Државама (те године је око 19.500 смртних случајева било повезано са алкохолом).
Као корелација између конзумирања алкохола и повећаног ризика од одређених врста рака наводе се:
- Рак главе и врата, укључујући карцином усне дупље, ждрела и ларинкса.
- Рак једњака, посебно карцином сквамозних ћелија једњака. Поред тога, откривено је да људи који наследе недостатак ензима који метаболише алкохол имају значајно повећан ризик од карцинома сквамозних ћелија једњака ако конзумирају алкохол.
- Рак јетре.
- Рак дојке, на основу студија које су конзистентно откриле повећан ризик од рака дојке код жена са повећаним уносом алкохола. Жене које пију око 1 пиће дневно имају 5 до 9 процената веће шансе да развију рак дојке од жена које уопште не пију.
- Колоректални карцином

### Имунски систем
Превише пијења може ослабити имунски систем, чинећи од тела много лакшу мету за многе болести. Хронични алкохоличари су подложније обољевању од болести попут упале плућа и туберкулозе него људи који не пију превише. Пуно пијење алкохола може да успорава способност тела да спречи инфекције – чак и до 24 сата након опијања.
Људи који пуно пију током дужег временског периода такође имају већу вероватноћу да развију упалу плућа или туберкулозу него општа популација. Бројне студије показују патогени утицај алкохола на имуни систем изазивајући осетљивост на туберкулозу код оних који пију. Поред тога, постоје потенцијални друштвени путеви који повезују алкохолизам и туберкулозу. Тешка употреба алкохола снажно утиче и на инциденцу и на исход болести и утврђено је да је повезана са измењеном фармакокинетиком лекова који се користе у лечењу туберкулозе, друштвеном маргинализацијом и изолацијом, већом стопом поновне инфекције, већом стопом неуспеха лечења и развојем облика туберкулозе отпорних на лекове. На основу доступних података, процењено је да се око 10% случајева туберкулозе у свету може приписати алкохолу.

### Сексуално и репродуктивно здравље
Конзумирање алкохола може смањити ваше инхибиције, тако да можете претпоставити да алкохол може појачати вашу забаву у спаваћој соби.
У стварности, међутим, тешко пиће може:
- спречити производњу полних хормона
- смањите свој либидо
- спречити да добијете или одржите ерекцију
- отежавају постизање оргазма

Прекомерно пијење може утицати на ваш менструални циклус и потенцијално повећати ризик од неплодности .

#### Употреба алкохола током трудноће
Нема поуздани извора о количини унетог алкохола која се сматра безбедном за труднице. То је зато што пијење алкохола током трудноће не утиче само на мајчино здравље, већ и на здравље плода, и може довести до побачаја, мртворођења или превременог порођаја.
Алкохол може пореметити развој фетуса у било којој фази трудноће - укључујући и најранију фазу пре него што жена и сазна да је трудна. Алкохол лако прелази из крвотока мајке у крв бебе у развоју. Алкохол присутан у крвотоку бебе у развоју може ометати развој мозга и других критичних органа, структура и физиолошких система.
Пренатална изложеност алкохолу је водећи узрок урођених мана и неуроразвојних абнормалности, па тако деца изложена алкохолу током боравка у материци могу доживети низ компликација након рођења, које се могу појавити у било ком тренутку током детињства и трајати цео живот. Овер компликације укључују оштећење мозга и резултујућа оштећења понашања и когнитивног функционисања:
- тешкоће у учењу
- потешкоће у разумевање и праћењу упутстава
- пребацивање пажње
- контролисање емоција и импулсивности
- комуницирање и дружење
- обављање свакодневних животних вештина, укључујући храњење, купање, бројање новца, одређивање времена и вођење рачуна о личној безбедности,
- хроничне здравствене проблеме,
- развојне поремећаје.

Истраживања показују да деца могу бити више погођена пренаталном излагањем алкохолу ако њихове мајке бораве у неповољним животним услове и пролазе кроз висок ниво стреса. То може укључивати:
- друштвену изолацију,
- живот у околностима у којима је злоупотреба алкохола уобичајена и прихваћена,
- живот у заједници у којој су ресурси за пренаталну негу ограничени.[14]

### Скелетни и мишићни системи
Дуготрајна употреба алкохола може утицати на густину костију, што доводи до тањих костију и повећава ризик од прелома ако паднете. Ослабљене кости такође могу спорије зарастати.
Пијење алкохола такође може довести до слабости мишића, грчева и на крају атрофије .

## Психолошки ефекти
Дуготрајна употреба алкохола може довести до промена у мозгу које утичу на:
- памћење и концентрацију,
- контролу импулса,
- емоције, расположење,
- личност

Редовно конзумирање алкохола такође може утицати на опште ментално здравље и добробит, делом зато што алкохол може погоршати симптоме одређених менталних здравствених стања, укључујући:
- анксиозност, која се може јавити заједно са мамурлуком.[18]
- депресију,
- биполарни поремећај.